# 勇気のうた
「勇気のうた」（ゆうきのうた）は、日本の歌。作詞：やなせたかし、作曲：藤家虹二、編曲：藤原虹二。

## 概要
挫けそうになるほど極限に追い詰められた時、「勇気」が自分に囁いて励まそうとする様子を、当時流行のゴーゴー仕立てで力強く表現した楽曲。1番は「砂漠」、2番は「荒波の中の船の上」、そして3番は「心が傷つく」といった内容が歌われている。
1967年12月、NHKの『みんなのうた』で、西六郷少年少女合唱団の歌で紹介。『みんなのうた』では再放送は1968年10-11月の1回のみであり、DVD化はされていない。

## 発売した歌手
- 西六郷少年少女合唱団 - 1968年発売『NHKみんなのうた VOL.4』（キングレコード KR(H)-1037。同内容で1971年にSKM(H)-2046として再発）に収録。その後もキングレコードから発売された『みんなのうた』及び子供向け楽曲関連の複数のLPレコードやCDに収録されている。
- ひばり児童合唱団 - 東海テレビの『ユニーサンデーショー 歌え! ちびっこ』より。ポリドールから発売されたシングル「ちびっこマーチ」（品番：DQQ 5013）のB面に収録。

日本コロムビアから『NHKみんなのうた ベスト40 〜勇気のうた・笑顔のうた〜』（COCX-37993〜4）が2013年に発売されているが、これにはやなせたかし・藤家虹二「勇気のうた」は収録されていない。